# 王秀雲
王秀雲高中時期崇拜三毛、珍古德及志文出版社的新潮文庫翻譯小說，從高中開始立志成為生物學家。
1988年畢業於東吳大學微生物系，1992年取得國立清華大學歷史研究所碩士，2003年取得美國威斯辛大學麥迪遜分校科學史系博士。
長期致力於性別與醫療史、科學、生物學史、婦女史領域，著有〈科技渴望公眾參與，試問科技是何物？〉等專業學術期刊文章。